# Стефан Димитров (БКП)
Вижте пояснителната страница за други личности с името Стефан Димитров.
Стефан Димитров Иванов е български политик от БКП и партизанин.

## Биография
Роден е през 1882 г. в Пловдив. От 1904 г. е член на БРСДП (т.с.). Между 1919 и 1926 г. е член на Околийския комитет на БКП в Бургас. През 1929 г. се премества в София. Между 1935 и 1937 г. е член на ЦК на БКП. В периода 1941 – 1943 г. е интерниран в лагер. След това става партизанин и загива през 1944 г..